# Umpa-Pa Czerwonoskóry
Umpa-Pa Czerwonoskóry (tytuł oryginału: Oumpah-Pah) – francuska seria komiksowa autorstwa scenarzysty René Goscinnego i rysownika Alberta Uderzo (znanych też jako twórcy komiksów o Asteriksie), publikowana pierwotnie od 1958 do 1961 w formie krótkich historyjek na łamach czasopisma "Journal de Tintin". W latach 1961–1967 seria została zebrana w trzech indywidualnych albumach wydanych przez wydawnictwa Le Lombard i Dargaud. W latach 1986–1988 Le Lombard wznowiło serię, dzieląc ją na pięć tomów. W 2007 wydawnictwo Egmont Polska opublikowało je po polsku w jednym zbiorze pt. Umpa-Pa Czerwonoskóry.

## Fabuła
Seria opowiada w humorystyczny sposób o przygodach Indianina imieniem Umpa-Pa i francuskich kolonizatorów w Ameryce Północnej w XVIII wieku.

## Tomy
| Tytuł polski                    | Tytuł i rok wydania oryginalnego                                            | Uwagi                                                                                         |
| ------------------------------- | --------------------------------------------------------------------------- | --------------------------------------------------------------------------------------------- |
| 1. Umpa-Pa Czerwonoskóry        | 1. Oumpah-Pah le Peau-Rouge / Oumpah-Pah sur le sentier de la guerre (1961) | Po polsku cała seria ukazała się w 2007 w jednym albumie zbiorczym pt. Umpa-Pa Czerwonoskóry. |
| 2. Umpa-Pa na wojennej ścieżce  | 1. Oumpah-Pah le Peau-Rouge / Oumpah-Pah sur le sentier de la guerre (1961) | Po polsku cała seria ukazała się w 2007 w jednym albumie zbiorczym pt. Umpa-Pa Czerwonoskóry. |
| 3. Umpa-Pa i piraci             | 2. Oumpah-Pah et les Pirates / Mission secrète (1962)                       | Po polsku cała seria ukazała się w 2007 w jednym albumie zbiorczym pt. Umpa-Pa Czerwonoskóry. |
| 4. Umpa-Pa i tajna misja        | 2. Oumpah-Pah et les Pirates / Mission secrète (1962)                       | Po polsku cała seria ukazała się w 2007 w jednym albumie zbiorczym pt. Umpa-Pa Czerwonoskóry. |
| 5. Umpa-Pa kontra Chora Wątroba | 3. Oumpah-Pah contre Foie-Malade (1967)                                     | Po polsku cała seria ukazała się w 2007 w jednym albumie zbiorczym pt. Umpa-Pa Czerwonoskóry. |

## Powiązania
Postać Umpa-Py pojawia się w filmie animowanym Dwanaście prac Asteriksa.